# ノワイ・ユ
『ノワイ・ユ』（noyau）は、中坪淳彦の3枚目のオリジナル・アルバム。発売元は日本クラウン/GENESIS WORLD。

## 概要
前作「KING JOE」から約4年ぶりに発売されたアルバムで、なおかつ中坪淳彦のメジャー・デビューアルバムである。ゲストボーカルとしてI'veからMELL、SHIHOの2名が参加している。

## 収録曲
特記ない限り作曲・編曲：中坪淳彦
1. strange woman／MELL
作詞：MELL／英詞：SHIHO
2. persuasion／SHIHO
作詞：SHIHO
3. noyau／MELL
作詞：MELL
4. mermaid in the city／MELL
  - コーラスのあるインストゥルメンタル曲。
  - 「verve-circle 003 electronica-mayhem」に収録された「mermaid」のリメイク。
5. fin／MELL
作詞：MELL / 作曲：折戸伸治
6. connection take 5／中坪淳彦
  - インストゥルメンタル曲。
7. mass production and mass consumption／中坪淳彦
  - インストゥルメンタル曲。
8. where are you now?／MELL
作詞・歌唱：MELL / 英詞：hamako
9. joy／中坪淳彦
  - インストゥルメンタル曲。
10. FOLKLET／SHIHO
作詞：Masahide Itano
  - ポエトリー・リーディング。